# هوارد ساندروف
هوارد ساندروف ولد يوم 28 أكتوبر 1949 في شيكاغو، إلينوي. هو ملحن أمريكي وفنان صوت ونحات ومعلم موسيقى.